# Nadëb
El nadëb o kaburi és una de les llengües nadahup de l'Amazònia brasilera, al llarg dels rius Uneiuxi, Japura i Negro. També rep altres noms com Nadöbö, Xïriwai, Hahöb, Guariba/Wariwa, Kaborí, Anodöub, de vegades compost amb el terme macú, com a Maku do Paraná Boá-Boá per un dels rius del territori dels nadëb. El 2011 la llengua era parlada per 370 dels 850 membres del grup i més d'ells són bilingües amb el dahseyé, la lingua franca, del riu Vaupés.

## Fonologia
|               | Frontal | Posterior  | Posterior |
| no arrodonida | Frontal | Arrodonida |           |
| ------------- | ------- | ---------- | --------- |
| Tancada       | i       | ɯ          | u         |
| Semitancada   | e       | ɤ          | o         |
| Semioberta    | ɛ       | ʌ          | ɔ         |
| Oberta        | a       |            |           |

Totes les vocals llevat /e, ɤ, o/ tenen contraparts nasalitzades.

### Consonants
|             |             | Bilabial | Alveolar | Palatal | Velar | Glotal |
| ----------- | ----------- | -------- | -------- | ------- | ----- | ------ |
| Oclusives   | sorda       | p        | t        |         | k     | ʔ      |
| Oclusives   | sonora      | b        | d        | ɟ       | g     |        |
| Fricatives  | Fricatives  |          |          | ʃ       |       | h      |
| Nasal       | Nasal       | m        | n        | ɲ       | ŋ     |        |
| Aproximants | Aproximants |          |          | j       | w     |        |
| Bategant    | Bategant    |          | ɾ        |         |       |        |